# Dirk Stahmann
Dirk Stahmann (Magdeburgo, 23 marzo 1958) è un ex calciatore tedesco orientale dal 1990 tedesco, di ruolo centrocampista.